# 許瑋倫
許 瑋倫（シュー・ウェイルン、ベアトリーチェ・シュウ、1978年11月13日 - 2007年1月28日）は、台湾の女優、タレント。台北出身。

## 来歴
2001年、台湾セブンイレブンのCMに出演したことを契機に注目を浴び、ドラマ「流星花園」「十八歳的約定」等に出演。特に「十八歳的約定」では、「台湾のエミー賞」に相当する「金鐘奨」助演女優賞を受賞し、将来を嘱望された。
2007年1月26日、マネージャーのリン・イーウェンが運転する車に同乗して高速道路を走行中、貨物車と衝突する交通事故に遭い、病院に運ばれたが、44時間後の1月28日に脳内出血で亡くなった。28歳だった。
運転していたリン・イーウェンは「過失致死罪」で実刑4ヶ月、執行猶予2年の判決を受け、今後彼女が出演する予定だったドラマ「太陽的女兒」には、林韋君（ペニー・リン）が代役で出演することになった。
2月8日に台北県万里郷にて葬儀が営まれた。翌日9日には追悼コンサートが行われ、弟のシュー・ジーウェイや、楊丞琳（レイニー・ヤン）、賀軍翔（マイク・ハー）、鄭元暢（ジョセフ・チェン）、林依晨（アリエル・リン）、王心凌（シンディー・ワン）、黄嘉千（ホァン・チァーチェン）、霍建華（ウォレス・フォ）などが参加した。

## 出演

### ドラマ
- 青春六人行
- 流星花園〜花より男子〜（2001年）- 阿香 役
- 明星★学園 第3シリーズ（麻辣鮮師）（2002年）- 許瑋瑋 役
- 十八歳的約定
- 紫色角落
- 偷偷愛上你
- 天下無雙
- Love Storm〜狂愛龍捲風〜（2003年）- 晶晶 役
- 老婆大人 - 徐小可 役
- 恋香
- 撞球小子
- 雙璧伝說
- EXPRESS BOY〜悪男宅急電〜（2005年）- 蘇蓉蓉 役
- 想飛
- 太陽的女兒（2007年）- 尹思嘉 役

### 映画
- ターンレフト・ターンライト
- 愛情,少來了!